# Al-Kharitiyath Sports Club
L'Al-Kharitiyath Sports Club è una squadra di calcio del Qatar che gioca nella Seconda Divisione. Il club ha sede ad Al Khor, fondato nel 1996, gioca le sue partite casalinghe all'Al-Khawr Stadium..

## Storia
Il club è una delle società più giovani del Qatar, infatti è stato fondato solo ne 1996 con il nome di Al-Hilal, tra i fondatori del club ci sono:
| Fondatori                               |
| --------------------------------------- |
| Sheikh Hamad bin Thamer Al Thani        |
| Sheikh Khalifa bin Thamer Al Thani      |
| Nasser Al-Mohammad Fadhalla             |
| Meshal Mohammed Al-Ansari               |
| Adel Ibrahim Al-Malik                   |
| Hassan Yousef Al-Hakim                  |
| Khalifa bin Fahad bin Mohammed Al Thani |

## Palmarès

### Competizioni nazionali
- Seconda divisione qatariota: 2

2003-2004, 2019-2020

### Altri piazzamenti
- Coppa delle Stelle del Qatar:

Finalista: 2011-2012

## Rosa 2024-2025

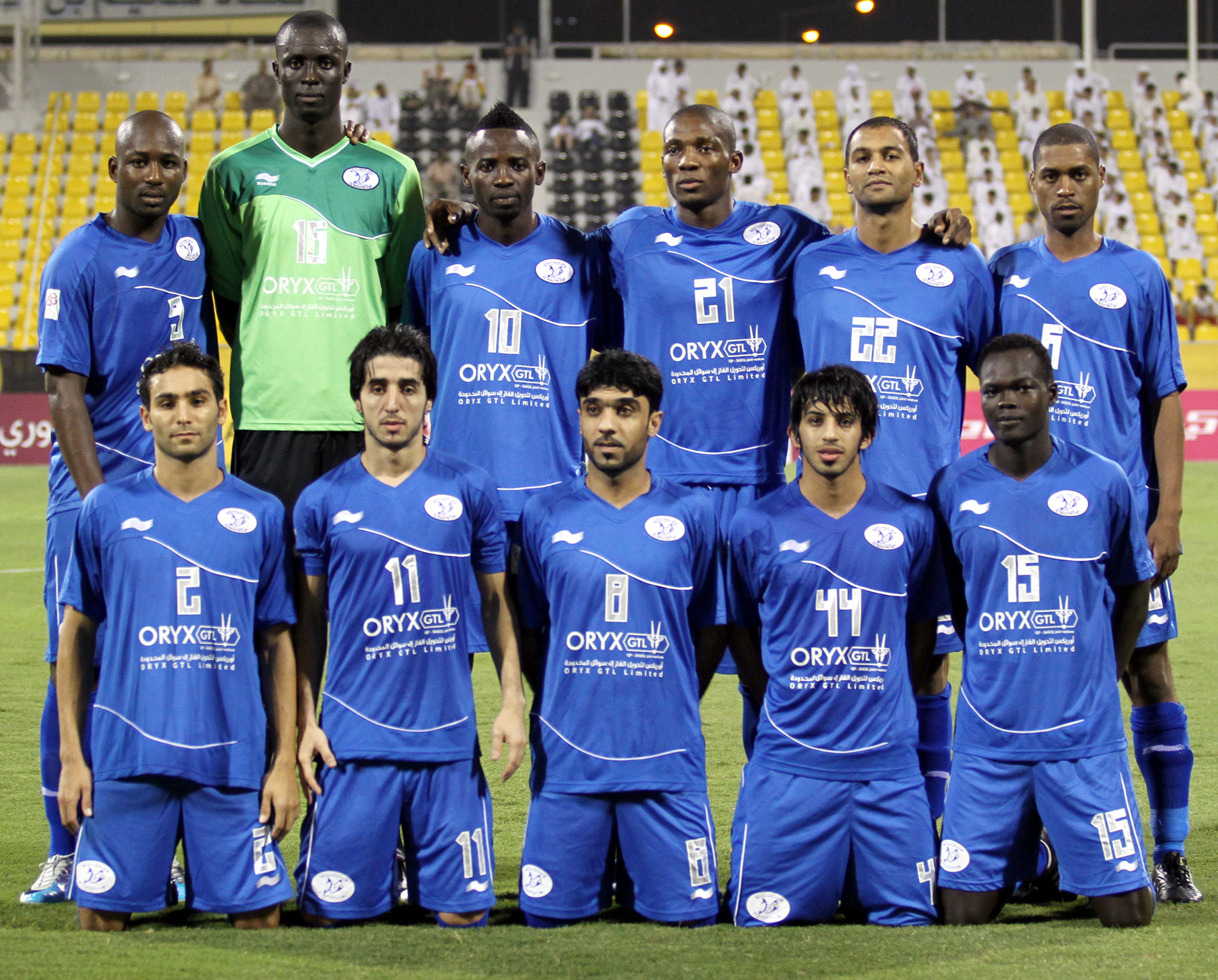
L'Al-Kharaitiyat nell'ottobre 2011

Aggiornata al 22 settembre 2019.
| N. |                         | Ruolo | Calciatore          |
| -- | ----------------------- | ----- | ------------------- |
| 2  | Qatar (bandiera)        | D     | Mahdi Khammassi     |
| 3  | Brasile (bandiera)      | D     | Domingos            |
| 4  | Ciad (bandiera)         | D     | Mohammed Abdullah   |
| 5  | Kuwait (bandiera)       | D     | Naief Al Enezi      |
| 6  | Qatar (bandiera)        | D     | Saeed El-Hadj       |
| 8  | Qatar (bandiera)        | C     | Nabeel Mohammad     |
| 9  | Marocco (bandiera)      | A     | Mounir El Hamdaoui  |
| 10 | Burkina Faso (bandiera) | A     | Yahia Kébé          |
| 11 | Qatar (bandiera)        | C     | Abdulla Al Battat   |
| 14 | Iran (bandiera)         | C     | Andranik Teymourian |
| 21 | Qatar (bandiera)        | C     | Abdulaziz Karim     |
| 22 | Qatar (bandiera)        | C     | Mahmoud Saad        |

| N. |                     | Ruolo | Calciatore              |
| -- | ------------------- | ----- | ----------------------- |
| 24 | Qatar (bandiera)    | C     | Mubarak Obaid Al Saadi  |
| 25 | Qatar (bandiera)    | D     | Sulaiman Al Nassr       |
| 26 | Sudan (bandiera)    | C     | Mohammed Salam          |
| 27 | Qatar (bandiera)    | D     | Fawaz Aman              |
| 33 | Qatar (bandiera)    | D     | Khalid Mohamad          |
| 42 | Qatar (bandiera)    | C     | Abdulkareem Al Shammari |
| 45 | Qatar (bandiera)    | C     | Ahmed Ali Kahil         |
| 47 | Marocco (bandiera)  | C     | Ouasim Bouy             |
| 62 | Pakistan (bandiera) | P     | Aman Salam              |
| 70 | Qatar (bandiera)    | A     | Abdulaziz Al Ansari     |
| 91 | Qatar (bandiera)    | A     | Mohammed Harees         |
| 99 | Qatar (bandiera)    | A     | Ahmed Motaab            |

### Squadra riserve
| N. |                           | Ruolo | Calciatore        |
| -- | ------------------------- | ----- | ----------------- |
| 1  | Qatar (bandiera)          | P     | Saeid Torkaman    |
| 12 | Costa d'Avorio (bandiera) | D     | Assie Koua Vivien |
| 13 | Qatar (bandiera)          | D     | Hamad Al Shamari  |
| 17 | Qatar (bandiera)          | C     | Lathe Faisal      |
| 20 | Qatar (bandiera)          | A     | Ahmed Al Dheesh   |
| 23 | Qatar (bandiera)          | D     | Yousif Jaafer     |

| N. |                  | Ruolo | Calciatore             |
| -- | ---------------- | ----- | ---------------------- |
| 28 | Qatar (bandiera) | D     | Abdulla Ali Abbad      |
| 31 | Qatar (bandiera) | P     | Mostafa Abdulmohammed  |
| 90 | Qatar (bandiera) | C     | Ahmed Al Emadi         |
| 90 | Qatar (bandiera) | C     | Abdulkarim Al Shammari |
| 92 | Qatar (bandiera) | C     | Abdulla Al Shammari    |
| 93 | Qatar (bandiera) | D     | Abdulla Al Mofadi      |

## Allenatori
Aggiornata al 1º luglio 2012.
| Manager            | Nazionalità        | Periodo             |
| ------------------ | ------------------ | ------------------- |
| João Francisco     | Brasile (bandiera) | 2004-2005           |
| José Roberto       | Brasile (bandiera) | 2006                |
| Ayman Mansour      | Egitto (bandiera)  | 2007                |
| Luizinho           | Brasile (bandiera) | 2007-2008           |
| Rodion Gačanin     | Croazia (bandiera) | 2008                |
| Moscofetch Nebojsa | Serbia (bandiera)  | 2008                |
| Nebojsa Vučković   | Serbia (bandiera)  | 2008                |
| Bernard Simondi    | Francia (bandiera) | nov. 2008-mar. 2011 |
| Arturzinho         | Brasile (bandiera) | feb.-mag. 2009      |
| Lotfi Benzarti     | Tunisia (bandiera) | 2011-2012           |
| Laurent Banide     | Francia (bandiera) | gen.-mag. 2012      |
| Bernard Simondi    | Francia (bandiera) | lug. 2012-          |